# Anisodes cristata
Anisodes cristata är en fjärilsart som beskrevs av W. Warren 1899. Anisodes cristata ingår i släktet Anisodes och familjen mätare. Inga underarter finns listade i Catalogue of Life.